# Dir (Cameroun)
Pour les articles homonymes, voir dir.
Dir est une commune du Cameroun située dans la région de l'Adamaoua et le département du Mbéré.

## Population
Lors du recensement de 2005, la commune comptait 34 284 habitants, dont 5 148 pour Dir Ville.

## Structure administrative de la commune
Outre Dir proprement dit, la commune comprend les villages suivants :
- Bagodo
- Batoua Panzar
- Bayala
- Beka Ziki-Doyeme
- Bimgbape
- Bindiba
- Boforo
- Boybaya
- Djerem
- Dobiri
- Dowa
- Gazagazade
- Gbadjer
- Gbezah
- Goro
- Guizore
- Kalaldi
- Kélasami
- Koundé
- Lamou
- Malingara
- Mbella
- Mbigoro I
- Mbigoro II
- Raozanam
- Samaki Dole
- Simi I
- Simi II
- Sourma
- Waa